# Dub Housing
Dub Housing (1978) è il secondo album dei Pere Ubu. Fu pubblicato nel 1978, stesso anno dell'esordio con The Modern Dance.

## Tracce
1. Navvy – 2:40
2. On the Surface – 2:35
3. Dub Housing – 3:39
4. Caligari's Mirror – 3:49
5. Thriller! – 4:36
6. I Will Wait – 1:45
7. Drinking Wine Spodyody – 2:44
8. Ubu Dance Party – 4:46
9. Blow Daddy-o – 3:38
10. Codex – 4:55

## Musicisti
- Tom Herman – Guitar, bass guitar, organ
- Scott Krauss – Drums
- Tony Maimone – Bass guitar, guitar, piano
- Allen Ravenstine – EML synthesizers, saxophone
- David Thomas – Vocals, organ